# جبورندي صغير الأوراق
جبورندي صغير الأوراق (الاسم العلمي:Pilocarpus microphyllus) هو نوع من النباتات يتبع جنس الجبورندي من الفصيلة السذابية.